# Something Wild
Something Wild è il primo album in studio del gruppo musicale finlandese Children of Bodom, pubblicato il 16 febbraio 1997 dalla Spinefarm Records e dalla Nuclear Blast.

## Descrizione
Questo album presenta influenze black metal e neoclassiche, che sono facili da notare a causa dell'uso di tastiere di Janne Wirman. Gli altri album dei Children of Bodom hanno perso buona parte di queste influenze black metal, ma rimangono comunque molto melodici e veloci. Nelle canzoni Red Light in My Eyes Pt. 1 e Pt. 2, si può notare come la musica classica influenzi il loro stile.
L'intro della traccia Deadnight Warrior è in realtà un frammento di una traccia audio del film It, adattamento televisivo dell'omonimo libro di Stephen King. La si può chiaramente distinguere a circa 1 ora e 10 minuti dall'inizio del film, nella scena in cui, al termine di un flashback, Mike Hanlon, da solo nella biblioteca di Derry, osserva delle tracce di fango sul pavimento, e voltandosi scorge un palloncino giallo che immediatamente esplode.

Allo stesso modo l'intro della traccia The Nail è la combinazione di due frammenti audio del film Nightmare - Dal profondo della notte (la scena iniziale in cui Freddy Krueger fabbrica il suo celebre guanto con le lame), e del colossal Ben-Hur (la frase: Your eyes are full of hate, forty-one, that's good, hate keeps a man alive, it gives him strength!).

## Tracce
1. Deadnight Warrior – 3:22
2. In the Shadows – 6:01
3. Red Light in My Eyes Pt. 1 – 4:27
4. Red Light in My Eyes Pt. 2 – 3:50
5. Lake Bodom – 4:02
6. The Nail – 6:16
7. Touch Like Angel of Death – 7:50 – dopo 2:00 minuti dal termine del brano (4:00-6:00) inizia la traccia fantasma Coda

### Bonus Tracks
1. Children of Bodom – 5:10 – versione originale del singolo, traccia bonus su edizione Bodom Reloaded
2. Mass Hypnosis – 7:21 –  Dopo 2 minuti di silenzio, inizia la traccia fantasma Coda; cover dei Sepultura, traccia bonus su edizione Bodom Reloaded[1]

## Formazione
- Alexi Laiho - voce, chitarra solista
- Alexander Kuoppala - chitarra ritmica
- Janne Wirman - tastiere
- Henkka Blacksmith Seppälä - basso
- Jaska Raatikainen - batteria

## Curiosità
Touch Like Angel of Death (4:00) contiene una traccia fantasma intitolata Coda. La si può sentire a cominciare dal minuto 6:00, dopo 2 minuti dalla fine della canzone. Questa ghost track è completamente eseguita da tastiera, senza l'ausilio di altri strumenti e musicalmente è molto simile all'inizio della canzone Black Widow contenuta nell'album Hatebreeder.
La traccia nascosta e Black Widow però hanno due effetti tastiera diversi.